# Saison 17 de Julie Lescaut
 (septembre 2024).
Si vous disposez d'ouvrages ou d'articles de référence ou si vous connaissez des sites web de qualité traitant du thème abordé ici, merci de compléter l'article en donnant les références utiles à sa vérifiabilité et en les liant à la section « Notes et références ».
Cet article présente le guide des  épisodes de la saison 17 de la série télévisée  Julie Lescaut. Diffusée entre le 28 février et le 13 novembre 2008 sur TF1, elle a réuni en moyenne 8 550 000 téléspectateurs[réf. nécessaire].